# 事后照顾
事后照顾（英语：aftercare），是BDSM术语，即是BDSM活动后对受虐方进行身体和心理上的照顾。
BDSM中受虐方会消耗心理，情绪或身体的精力，在过程中他们的内心会从兴奋转变到心理创伤，因此受虐方需要受到情感上和身体上的支持。受虐方需要对活动进行评论和“汇报”。
常见的事后照顾包括拥抱、亲吻、抚摸、拥抱、赞美等。